# Colletes taiwanensis
Colletes taiwanensis är en biart som beskrevs av Dubitzki och Kuhlmann 2004. Den ingår i släktet sidenbin och familjen korttungebin. Inga underarter finns listade i Catalogue of Life.

## Beskrivning
Grundfärgen är svart utom käkspetsarna, som är mörkröda, fotspetsarna, som är mörkbruna samt kanterna på tergit 1 till 3 (de tre främre segmenten på bakkroppens ovansida) och bakkanterna på sternit 1 till 5 (de fem främre segmenten på bakkroppens undersida) som alla är genomskinligt gulbruna. Segmentkanterna är dock täckta av päls. Pälsen på huvudet är övervägande gulaktig till gulaktigt grå, dock har delar av hjässan svartbrun päls. Mellankroppen har övervägande gulgrå päls, med inblandning av svarta hår centralt. Benen har övervägande gulbrun till gulgrå behåring. Hanen tenderar att ha längre behåring än honan, annars är utseendet på huvud och mellankropp lika mellan könen.
Bakkroppens päls skiljer sig däremot åt mellan hona och hane.
Hona: Tergit 1 har ockrafärgad till gulvit, ganska kort behåring och med ett klargult hårband i bakkanten. Tergit 2 till 5 har kort, svart behåring upptill samt vitgula hårband i bakkanterna. Buksidan har gulgrå päls. Kroppslängden varierar mellan 11 och 12,5 mm.
Hane: Tergit 1 och 2 har gulvita till klart ockrafärgade hårband på bakkanterna, medan de på tergit 3 till 5 alltid är gulvita. Bakkroppens ovansida har i övrigt brunaktig päls, mörkare på de tre främre tergiterna, och mera gråaktigt brun på de två sista (tergit 6 och 7). Även hos hanen har buksidan gulgrå päls, men de två sista sterniterna är nästan nakna. Kroppslängden varierar mellan 9 och 10,5 mm.

## Ekologi
Arten har påträffats i bergsterräng på höjder mellan 1 800 och 3 500 m. Den är specialiserad på blommande växter i familjen korgblommiga växter; honorna har endast iakttagits på korsörten Senecio nemorensis.

## Utbredning
Colletes taiwanensis är endast känd från södra och centrala Taiwan.